# Мохтар ульд Джай
Мохтар ульд Джай (араб. المختار ولد أجاي‎; род. 28 декабря 1973, Департамент Муджерия, Тагант, Мавритания) — мавританский политический и государственный деятель, премьер-министр Мавритании со 2 августа 2024 года.

## Биография
В 1997 году получил степень бакалавра инженерии в Национальном институте статистики и прикладной экономики Рабата (Марокко).
В 1998—2003 годах занимался вопросами о рынке труда, участвовал в проекте национальной политики занятости, финансируемом Программой развития Организации Объединённых Наций. Тогда же (2000—2002) заочно завершил высшее образование, получив степень магистра по статистике и эконометрике в Университете Тулузы.
С 2003 по 2008 год отвечал за мониторинг и оценку проекта «Образование и обучение», был директором Управления специализированных исследований в области статистики и экономики. С 2003 года советник Министерства образования.
Затем занимал пост министра финансов и министра экономики и финансов при президенте Мухаммеде ульд аш-Шейхе аль-Газуани, в последнее время возглавлял Офис президента Мохамеда ульд Газуани.

### Премьер-министр
Джай был назначен Газуани премьер-министром 2 августа 2024 года после отставки Мохаммеда Ульд Билала и перестановок в правительстве после президентских выборов в Мавритании в 2024 году.